# Nowa Wioska (województwo pomorskie)
Nowa Wioska (niem. Neudörfchen) – osada w Polsce położona w województwie pomorskim, w powiecie kwidzyńskim, w gminie Gardeja.
W latach 1975–1998 miejscowość położona była w województwie elbląskim.
We wsi majątek miał Otto Friedrich von der Groeben, niemiecki dowódca i podróżnik, badający głównie Afrykę pod koniec XVII w. Z Nową Wioską związana jest Justyna Dysarz – wielokrotna medalistka Mistrzostw Polski w Ujeżdżeniu, reprezentantka Polski na zawodach międzynarodowych, w tym na Mistrzostwach Europy.

## Zabytki

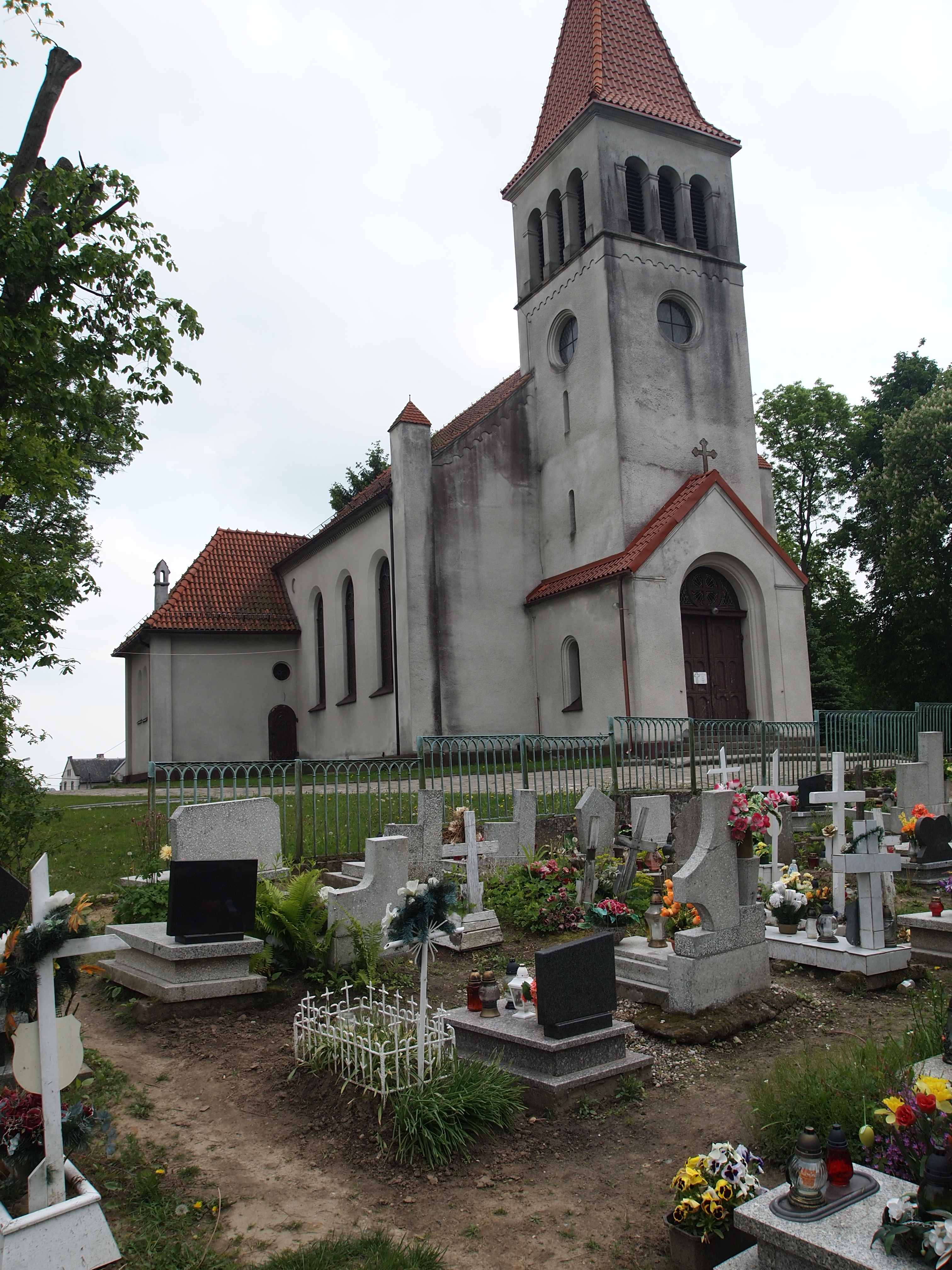
Kościół pw. Zwiastowania NMP

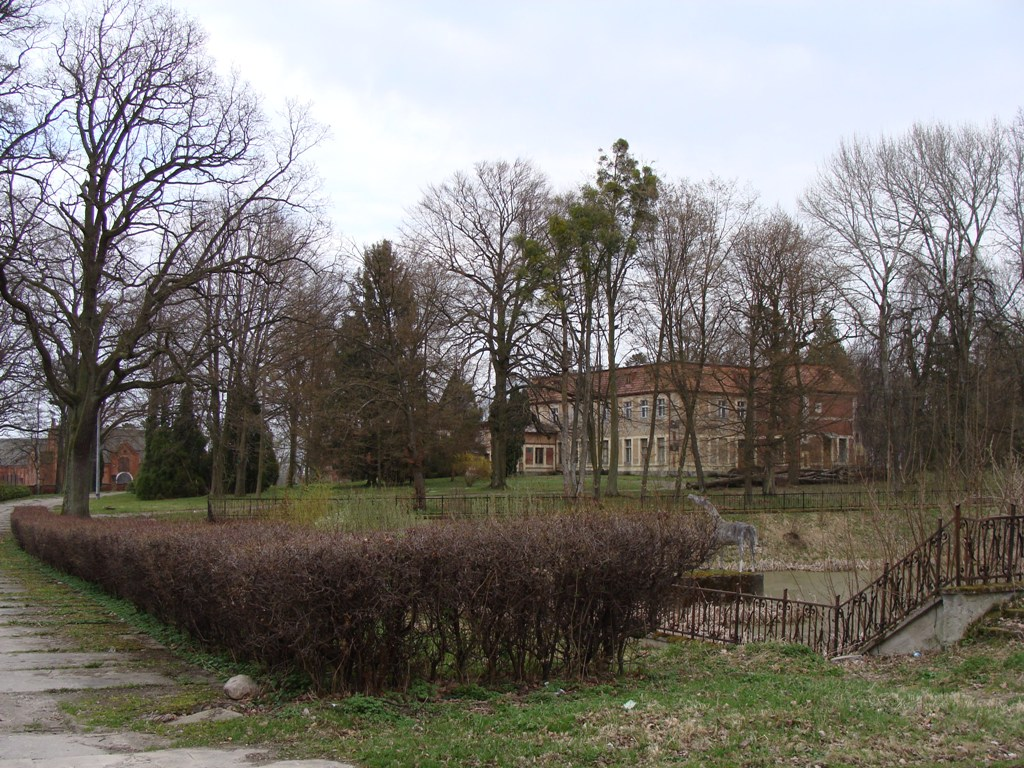
Pałac

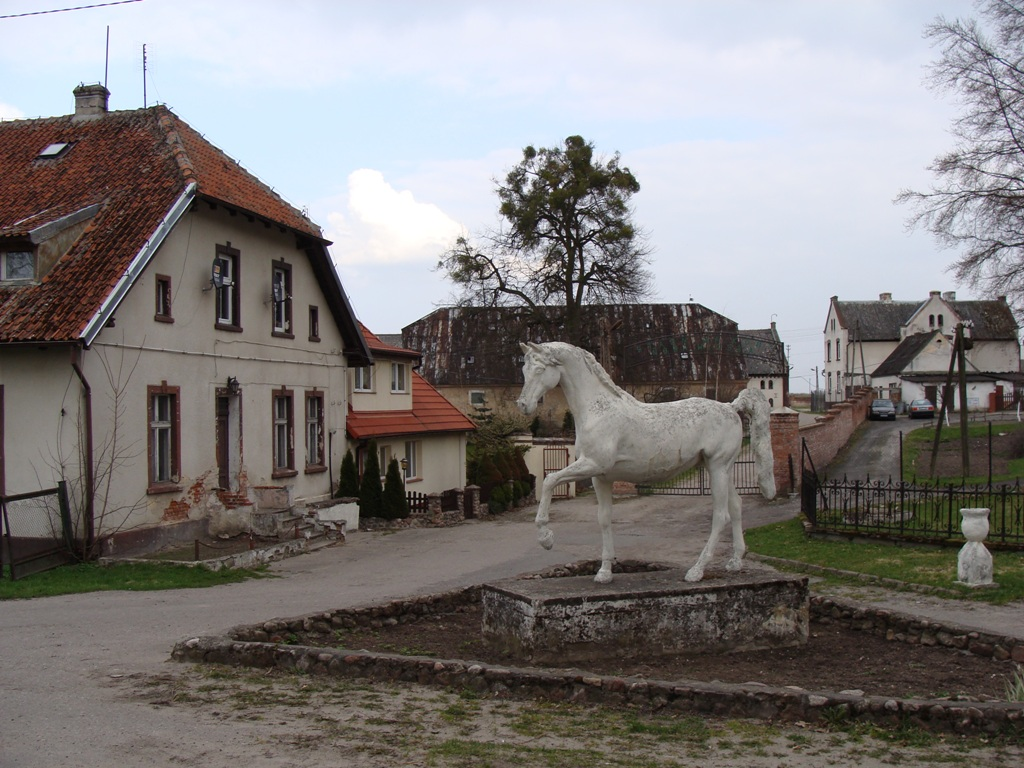
Pomnik konia - stadnina

Według rejestru zabytków NID na listę zabytków wpisane są:
- zespół ruralistyczny wraz z zabudową mieszkaniową, gospodarczą i zielenią, XIV-XIX w., nr rej.: 129/89 z 18.07.1990
- eklektyczny kościół parafialny pw. Zwiastowania NMP, 1844-45, nr rej.: 467/95 z 3.07.1995
- cmentarz przykościelny, nr rej.: j.w.

We wsi znajduje się pałac eklektyczny, przebudowany w XIX w. na wzór francuskiego chateau, posiada skrzydła boczne i półowalny ryzalit w elewacji ogrodowej. Przy pałacu zabudowania gospodarcze z XVIII i XIX w., w skład których wchodzi paradna stajnia, spichlerz i tzw. stary klasztor. W rozległym parku liczne okazy zabytkowych i egzotycznych drzew oraz współczesne rzeźby koni. Majętność znana od 1567, gdy była w rękach rodu Heydeck. W XVII w. włości te objęła rodzina von Kerssenstein, a w 1693 ród von Groeben, który przebywał tu do 1945 wraz z rodem Krasuckich z rodu Krajewskich.

## Stadnina
W Nowej Wiosce znajduje się stadnina koni. Założona w 1948 roku, kiedy to zaczęto organizować stadninę koni zimnokrwistych, przekształconą w latach siedemdziesiątych na stadninę półkrwi. Funkcjonowała jako Państwowe Gospodarstwo Rolne – Stadnina Koni Nowa Wioska. W 1994 po przekształceniu jako Stadnina Koni Skarbu Państwa Nowa Wioska. Potem ponownie przekształcona w spółkę kapitałową. Od 2002 po prywatyzacji jako Stadnina Koni Nowa Wioska Gospodarstwo Rolne Ewa Janiak.